# ケイトウ
ケイトウ （鶏頭、鶏冠、学名:Celosia argentea） は、ヒユ科の一年生植物。学名の Celosia は燃焼という意味のギリシャ語 kēleos(ケレオス)に由来する。ケイトウの花が燃え盛る炎を彷彿とさせるのが根拠と思われる。
一般的に観賞用として栽培されるのは変種「トサカケイトウ(C. argentea  f. cristata(シノニムC. argentea var. cristata))」であるが、本記事では特に断らない限り広義的に C. argentea をケイトウということにする。
夏から秋にかけ、赤・桃色・黄色などの花穂ができる。その形状がニワトリの鶏冠（とさか）に似ていることからこの名がついた。花期は5月から10月頃。

## 概要
原産地はアジア、アフリカの熱帯地方と推定され、日本には奈良時代に中国を経由して渡来した。かつては韓藍（カラアイ）と呼ばれていた。花の色は赤や黄色を基調とするが、橙、紫、ピンクなどさまざまな色の園芸品種がある。栽培にあたっては移植を嫌うので直蒔きする。種は嫌光性で、日光の当る場所では発芽しない。アルカリ性の土壌を好み、栽培は簡単である。
花穂の形状の異なる羽毛ケイトウ、久留米ケイトウ、トサカケイトウなどの系統がある。ヤリゲイトウでは尖っている。
花と葉はアフリカと東南アジアで食用とされている。日本でも食用植物として栽培されていた時期がある。朝鮮では穂粒を豚の餌にしている。根や茎は干した後にいぶしてネズミ除けに用いられる。
日本では室町時代に狩野派の画家狩野永徳が鶏頭を描いている。

## 特徴
ニワトリのトサカに似ていることから「鶏頭」と呼ばれ、花房の先端が平たく帯状や扇状に大きく広がり、よく目立つのが特徴である。
また、猛暑に強く、咲くと花持ちがとても良く、5月から10月頃まで咲く。
ケイトウを含む、ケイトウ属(=セロシア属, Celosia)の植物は、アジア、アフリカ、アメリカの熱帯から亜熱帯に30～60種ほどが分布するが、栽培されるのはこのなかの一種のクリスタータ（C.cristata）やアルゲンテア（C.argentea）とその変種がほとんどである。

## 育て方
タネの発芽適温は20～30℃で、4月下旬以降から8月ごろまでタネまきができる。日なたと水はけの良い用土を好み、真夏の炎天下でも咲き続ける。
ケイトウは根をいじられるのに弱く、根が切れると発育不良をおこしてしまうため、植え替えの時には注意が必要である。また、蒸れも苦手である。
ケイトウは一年草であり、一年で枯れてしまう。そのため、種まきで増やすのが一般的である。
相対的短日性の植物のため、遅くまくほど草丈が低く開花する。生育の適温は15～30℃である。品種によって、草丈や株張り、分枝の程度がかなり異なる。

### 病気と害虫
病気：立枯病、灰色かび病、連作障害
日当たりや水はけがよくないと、立枯病や灰色かび病が出やすい。また、連作障害も出る。
害虫：アブラムシ、ヨトウムシ、ハダニ、ズイムシ
乾燥が続くとハダニがつきやすい。

## 主な種類

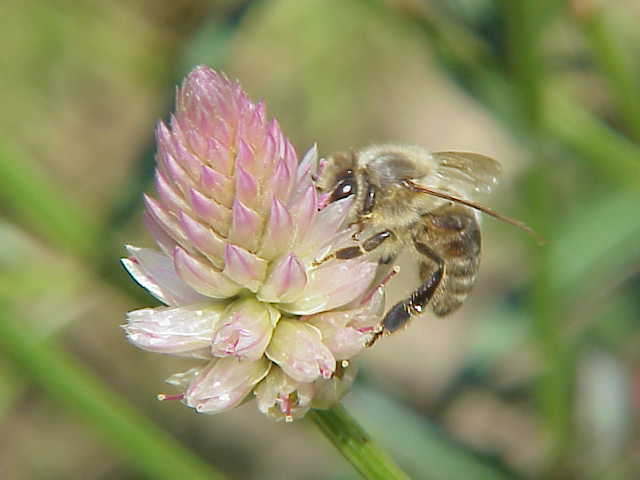
ノゲイトウ（C. argentea var. argentea）
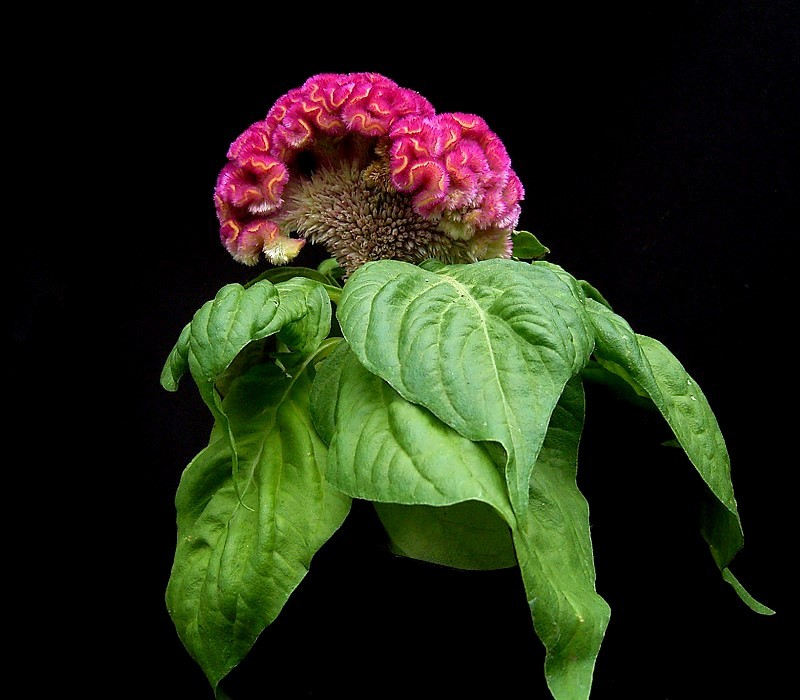
ケイトウ（C. argentea var. cristata）
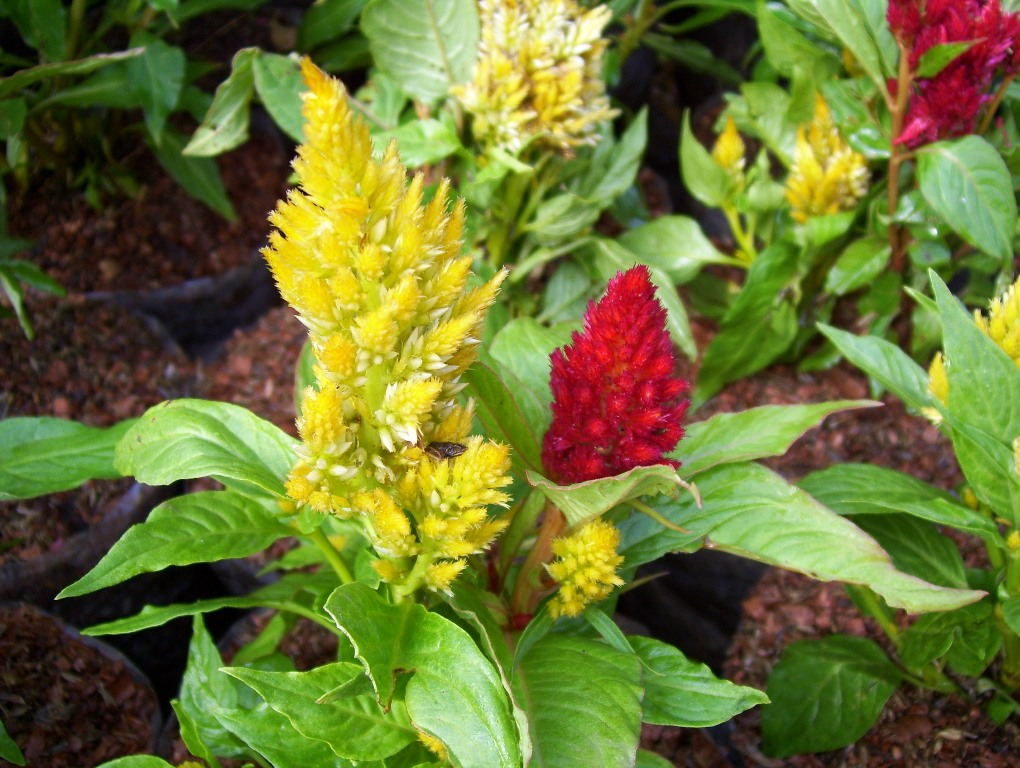
羽毛ケイトウ（C. argentea var. plumosa）
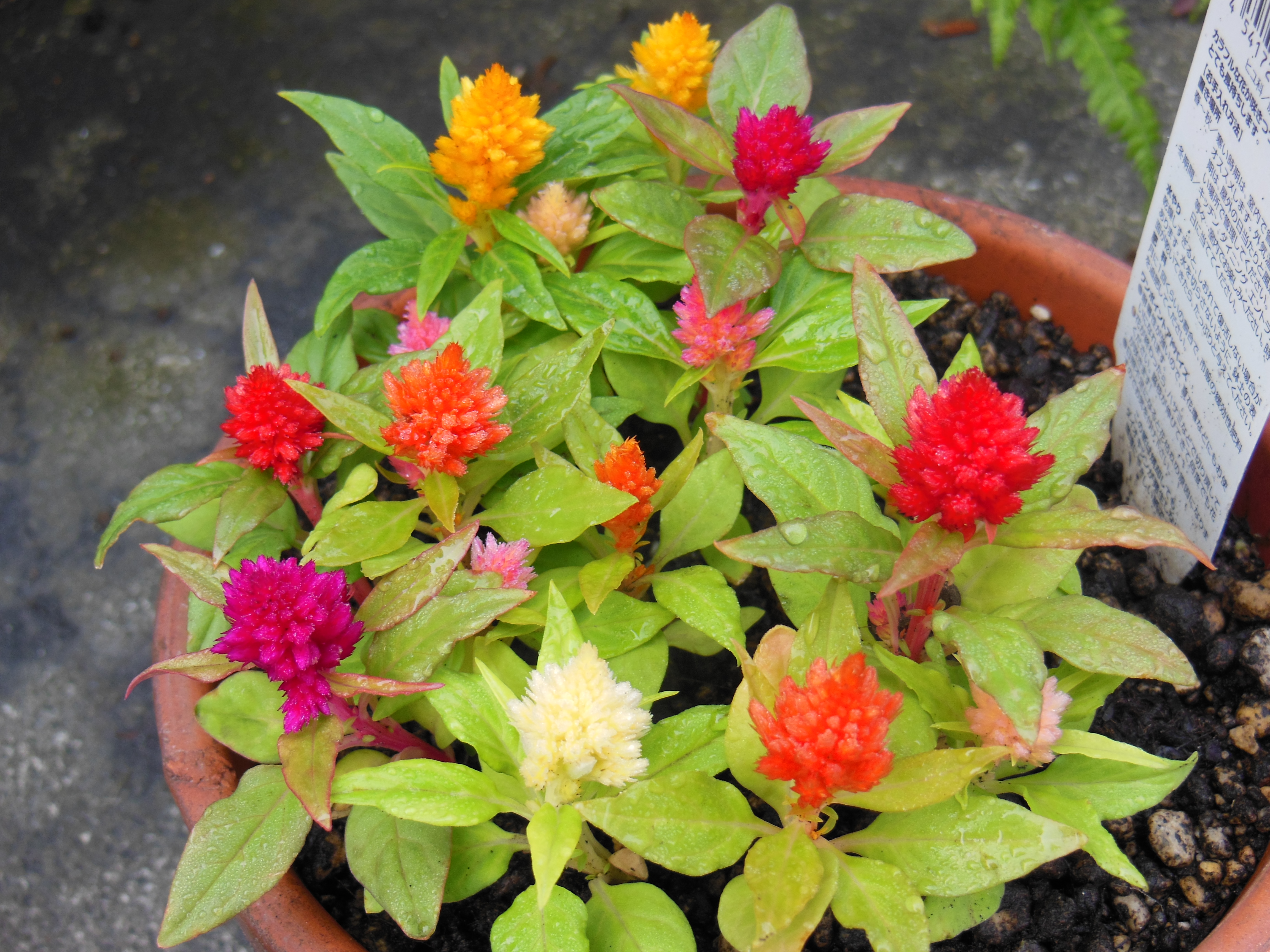
キモノケイトウ
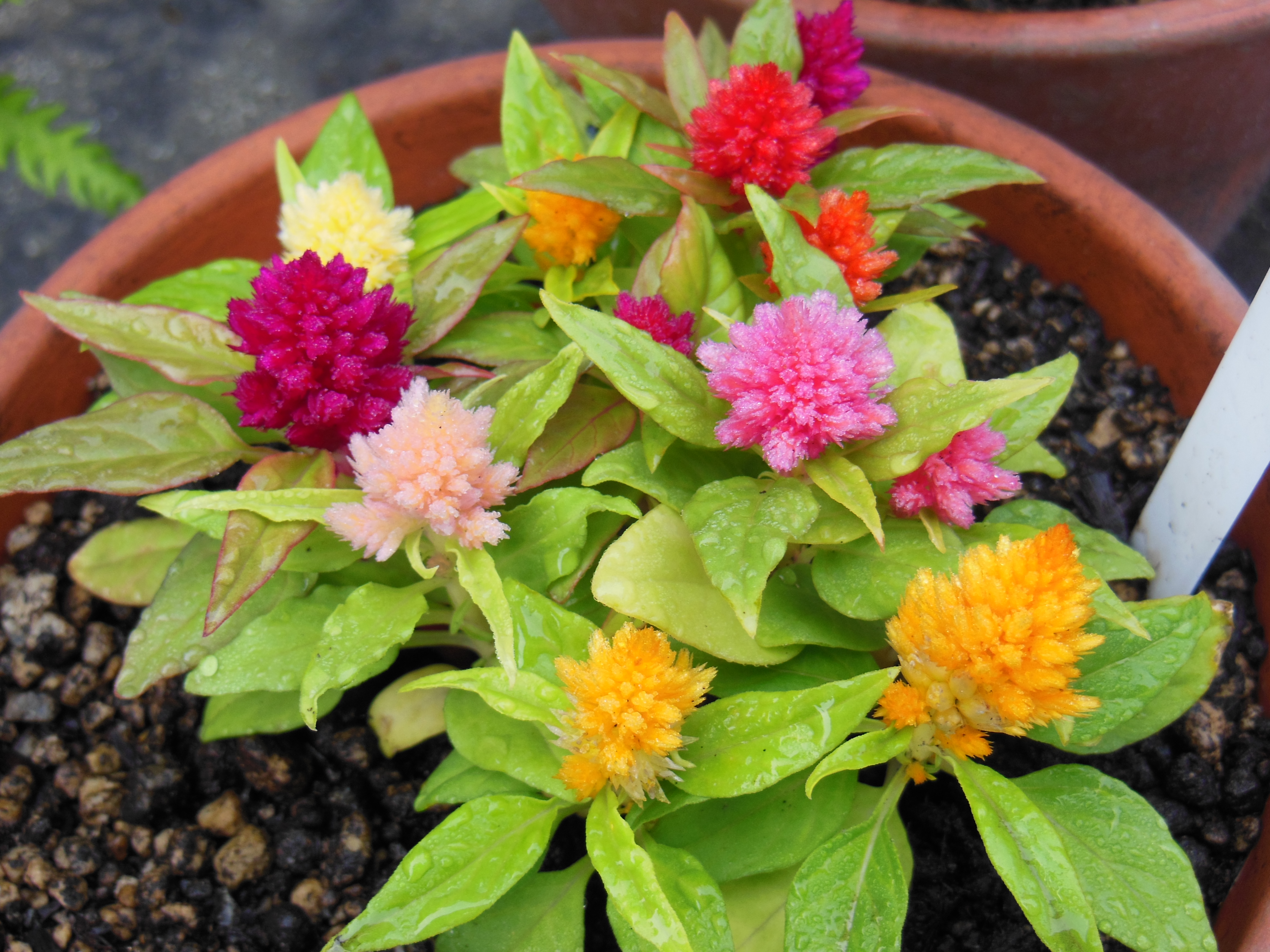
キモノケイトウ

キモノケイトウはミニケイトウととも言われ、矮化剤を使い成長を止めてあり普通のケイトウの大きさには成長しない。比較的に園芸店で安価に手に入れられる。